# إسماعيل فهد إسماعيل
إسماعيل فهد إسماعيل، (ولد: 1 كانون الثاني 1940، البصرة - وفاة: 25 أيلول 2018، الكويت)، كاتب وروائي كويتي متفرغ منذ عام 1985. حصل على بكالوريوس أدب ونقد من المعهد العالي للفنون المسرحية - دولة الكويت. عمل في مجال التدريس وإدارة الوسائل التعليمية، وأدار شركة للإنتاج الفني.
قدم إسماعيل الفهد روايته الأولى «كانت السماء زرقاء» عام 1970، وفي حينها قال عنه الأديب العربي المعروف الأستاذ الشاعر صلاح عبد الصبور في تقديمه للرواية: «كانت الرواية مفاجأة كبيرة لي، فهذه الرواية جديدة كما أتصور. رواية القرن العشرين. قادمة من أقصى المشرق العربي، حيث لا تقاليد لفن الرواية، وحيث ما زالت الحياة تحتفظ للشعر بأكبر مكان. ولم يكن سر دهشتي هو ذلك فحسب، بل لعل ذلك لم يدهشني إلا بعد أن أدهشتني الرواية ذاتها ببنائها الفني المعاصر المحكم، وبمقدار اللوعة والحب والعنف والقسوة والفكر المتغلغل كله في ثناياها». يعد إسماعيل فهد إسماعيل بمنزلة العمود الأهم للفن الروائي والقصصي في الكويت خصوصا. ورعايته لعدد كبير من كتاب القصة القصيرة والرواية، واحتضانه لمواهب أدبية إبداعية باتا يمثلان حضورا لافتا على الساحة الكويتية والعربية.

## أعماله
- كانت السماء زرقاء رواية (1970).
- المستنقعات الضوئية رواية (1971).
- الحبل رواية (1972).
- الضفاف الأخرى رواية (1973).
- الأقفاص واللغة المشتركة قصص (1974).
- ملف الحادثة 67 رواية (1975).
- الشياح رواية (1975).
- القصة العربية في الكويت دراسة (1977).
- الفعل الدرامي ونقيضه دراسة (1978).
- الطيور والأصدقاء رواية (1979).
- خطوة في الحلم رواية (1980).
- الكلمة - الفعل في مسرح سعد الله ونوس دراسة (1981).
- النص مسرحية (1982).
- النيل يجري شمالا - البدايات رواية (1983).
- النيل يجري شمالا - النواطير رواية (1984).
- النيل الطعم والرائحة رواية (1989).
- إحداثيات زمن العزلة - رواية سباعية (1996)
- البقعة الداكنة قصص (1996).
- الشمس في برج الحوت رواية (1996).
- الحياة وجه آخر رواية (1996).
- قيد الأشياء رواية (1996).
- دوائر الاستحالة رواية (1996).
- ذاكرة الحضور رواية (1996).
- الأبابيليون رواية (1996).
- العصف رواية (1996).
- يحدث أمس رواية (1997) تناولها الناقد العراقي حسين السكاف في مقال نقدي تفصيلي نشر في جريدة إيلاف الإلكترونية وجريدة المدى البغدادية.
- بعيدا.. إلى هنا رواية (1997).
- الكائن الظل رواية (1999).
- سماء نائية رواية (2000).
- علي السبتي - شاعر في الهواء الطلق دراسة (2002).
- ما تعلمتة الشجرة ليلى العثمان كاتبة دراسة (2005).
- مبدعون مغايرون كلمات مثامرة(2006)
- للحدث بقية ابن زيدون مسرحية (2008)
- طيور التاجي(2014)
- في حضرة العنقاء والخل الوفي (2014) رواية (دخلت القائمة الطويلة لجائزة البوكر 2015)
- الظهور الثاني لإبن لعبون (2015) رواية
- السبيليات رواية (2015).
- (على عهدة حنظلة) رواية (2017).
- (صندوق أسود آخر) رواية (2018).

## تحت الطبع
- مسك.. (رواية)
- مالا يراه نائم (مجموعة قصصية)

## الجوائز التي نالها
- جائزة الدولة التشجيعية في مجال الرواية، عام 1989.
- جائزة الدولة التشجيعية في مجال الدراسات النقدية، عام 2002.

## وفاته
توفي إسماعيل فهد إسماعيل يوم الثلاثاء، الموافق 25 سبتمبر 2018. وري جثمانه الثرى، صباح يوم الأربعاء 26 سبتمبر 2018، في مقبرة الصليبيخات في الكويت.